# Länsväg W 681

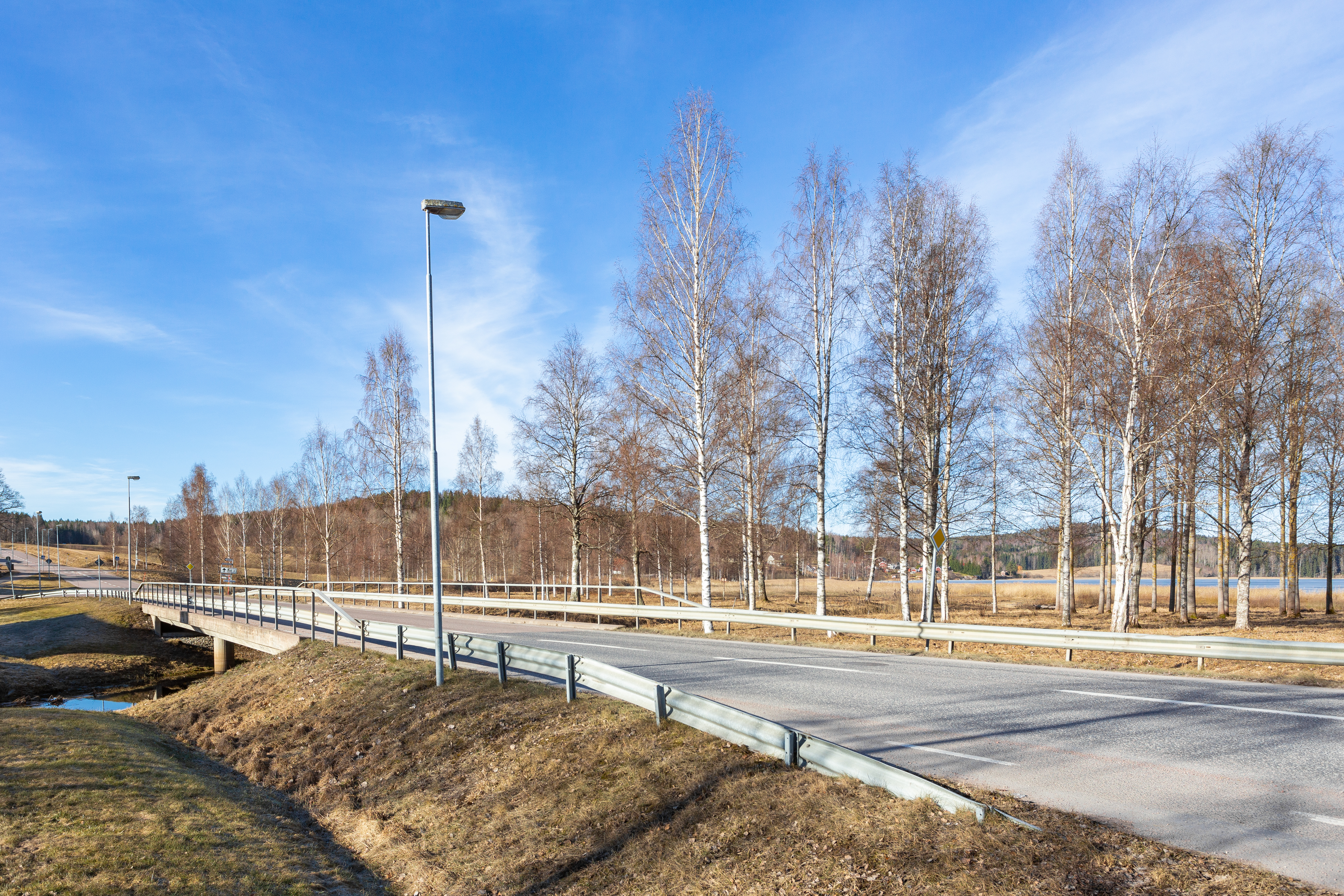
Länsväg 681 där den slutar vid Broån i Hedemora

Länsväg W 681 (länsväg 681) är en övrig länsväg i Hedemora kommun, Dalarnas län. Vägen är 8,5 km lång och går från Turbo via Ingvallsbenning (länsväg 680) och Prästhyttan till Hedemora. Genomfart till förbindelsen med länsväg 671 sker via Brunnsjögatan (tidigare Nya Brogatan–Brunnsjögatan) och Bergslagsgatan. I stadsdelen Svedjan i Hedemora ansluter vägen till länsväg 682.